# Mesechites minimus
Mesechites minimus là một loài thực vật có hoa trong họ La bố ma. Loài này được (Britton & P.Wilson) Woodson mô tả khoa học đầu tiên năm 1932.